# Várady Elek
Dicskei és nagyszelezsényi Várady Elek (Verebély, 1757. június 17. – Buda, 1850. január 30.) hivatalnok, királyi udvari tanácsos, az Osztrák Császári Lipót-rend keresztjének tulajdonosa, 1825-ben új armálist kapott.

## Élete
Szülei Várady János (első felesége Huszár Erzsébet volt) és Komáromy Erzsébet voltak. Apja 1756-ban Bars vármegyében igazolta nemességét. Dicskén és Nagyszelezsényben birtokolt. Féltestvére Várady János (1752-1810) szombathelyi kanonok, testvérei Várady Imre (1762-1848) pálos szerzetes, majd inszurgens és táblabíró, és Várady József (1770-1850) címzetes püspök. Felesége Weiszmayr Teréz, fia Várady József (1800-1883) Fiume városi tisztviselő, titoknok, királyi biztos, természettudományi gyűjtő és Kornél, unokája többek között Várady Imre (1827-1892) a nemesi testőrség tagja, 1848-as főhadnagy, utász, honvédségi főhadnagy.
1782-ben a magyar királyi udvari kancellárián kezdte hívatali pályáját. 1788-ban helytartótanácsi hivataltiszt, majd fogalmazó lett. 1806–1807-ben testvéreivel Imrével és Józseffel igazolta nemességét Bars vármegyében, miről 1814-ben és 1817-ben is bizonyítványt kapott. 1808-ban a belső titkos kabinetben titkár lett, s a francia háború ideje alatt szerzett érdemeiért 1814-ben a Lipót-rend keresztjével tüntették ki. Ezt követően további érdemeiért királyi udvari tanácsos lett. 1825. október 14-én Bécsben címeres levelet kapott, melyben ősei által 1640-ben III. Ferdinánd magyar királytól nyert nemességét I. Ferenc magyar király megerősítette. 1826. augusztus 30-án Bars vármegyében hirdettette ki nemességét.
Verebélyen szerzett birtokokat. 1834-ben fia révén felajánlotta saját gyűjteményeit (könyv, régiség, ásvány, csiga, növény, címer) a verebélyi szék és Verebély mezőváros gyarapítására.